# Dov Tiefenbach
Dov Yosef Tiefenbach (ur. 8 grudnia 1981 roku w Toronto, Ontario) – aktor i muzyk kanadyjski, laureat nagrody Leo. Występował jako Josh Avery w telewizyjnej ekranizacji filmu RoboCop.